# Heroes (álbum de Willie Nelson)
Heroes es el sexagesimoquinto álbum de estudio del músico estadounidense Willie Nelson publicado por la compañía discográfica Legacy Recordings el 15 de mayo de 2012. Producido por Buddy Cannon, el álbum contiene canciones clásicas de country, nuevas composiciones de Nelson y de su hijo Lukas, así como una regrabación de "A Horse Called Music". El álbum contó con la colaboración de invitados como Lukas Nelson, Ray Price, Merle Haggard, Snoop Dogg, Kris Kristofferson, Jamey Johnson, Billy Joe Shaver y Sheryl Crow.
Una versión del tema de Coldplay "The Scientist", originalmente publicada como sencillo en 2011, fue finalmente incluida en el álbum tras el éxito obtenido al emitirse en un anuncio de la Super Bowl XLVI. Por otra parte, el sencillo "Roll Me Up and Smoke Me When I Die" fue publicado el día 20 de abril, mientras que "Just Breathe" y "Come On Back Jesus" salieron a la venta como sencillos en el Record Store Day de 2012.
Tras su publicación, Heroes alcanzó el puesto cuatro en la lista Top Country Albums de Billboard y el dieciocho en la Billboard 200.

## Grabación
Heroes fue producido por Buddy Cannon. Fue el primer álbum grabado y publicado por Nelson bajo su nuevo contrato con Sony Music. El álbum incluyó clásicos del country como "My Window Faces the South", "Home In San Antone" y "Cold War With You", que Nelson cantó con Ray Price. También incluyó clásicos de Nelson y nuevas canciones compuestas con su hijo Lukas. Invitados especiales incluyeron a Merle Haggard en "A Horse Called Music"; Snoop Dogg, Kris Kristofferson y Jamey Johnson en la canción "Roll Me Up and Smoke Me When I Die", Billy Joe Shaver en "Come On Back Jesus" y Sheryl Crow en "Come On Up To The House". Nelson también grabó tres versiones para el álbum: "Just Breathe" de Pearl Jam, "The Scientist" de Coldplay y "Come On Up to the House" de Tom Waits.
Originalmente, el álbum iba a ser llamado Roll Me Up and Smokee Me When I Die, pero fue cambiado por el de Heroes después de que Nelson y su equipo de producción decicieran que el nombre original pudiese bajar las ventas. Lukas Nelson sugirió a su padre que grabase "Just Breathe", mientras que su hermano Micah le sugirió "Come On Up to the House".
Gran parte de las canciones fueron grabadas por el ingeniero Steve Chadie en los estudios personales de Nelson en Austin (Texas). "Hero", "Roll Me Up and Smoke Me When I Die" y "Come On Back Jesus" fueron grabadas por Butch Carr en Cannon Productionss y en los Sound Emporium Recording Studioss de Nashville.

## Publicación
La versión de "The Scientist" de Coldplay fue publicada originalmente como sencillo en 2011. El tema fue incluido en Heroes después de obtener cierto éxito tras emitirse en un anuncio de televisión durante la Super Bowl. Por otra parte, "Roll Me Up and Smokee Me When I Die" fue publicada como sencillo el 20 de abril de 2012, conmemorando el día 420 en la cultura del cannabis. El mismo día, Nelson interpretó la canción durante la inauguración de su estatua en Austin (Texas). Las canciones "Just Breathe" y "Come On Back Jesus" también aparecieron como sencillos junto al tema inédito "Can I Sleep in Your Arms" para el Record Store Day de 2012. El 12 de mayo de 2012, el álbum completo fue estrenado en Willie's Roadhouse, un canal de radio dedicado a Nelson en Sirius XM Radio.

## Lista de canciones
| N.º | Título                                                                                    | Escritor(es)                                                           | Duración |  |
| 1.  | «A Horse Called Music» (con Merle Haggard y Lukas Nelson)                                 | Wayne Carson                                                           | 4:37     |  |
| 2.  | «Roll Me Up and Smoke Me When I Die» (con Snoop Dogg, Kris Kristofferson y Jamey Johnson) | Willie Nelson, Buddy Cannon, Rich Alves, John Colgin and Mike McQuerry | 3:25     |  |
| 3.  | «That's All There Is to This Song»                                                        | Buddy Cannon                                                           | 3:01     |  |
| 4.  | «No Place to Fly» (con Lukas Nelson)                                                      | Lukas Nelson                                                           | 5:06     |  |
| 5.  | «Every Time He Drinks He Thinks of Her» (con Lukas Nelson)                                | Lukas Nelson                                                           | 2:48     |  |
| 6.  | «Come on Up to the House» (con Lukas Nelson y Sheryl Crow)                                | Tom Waits, Kathleen Brennan                                            | 5:16     |  |
| 7.  | «Hero» (con Billy Joe Shaver y Jamey Johnson)                                             | Willie Nelson                                                          | 4:38     |  |
| 8.  | «My Window Faces the South» (con Lukas Nelson)                                            | Bob Wills                                                              | 2:32     |  |
| 9.  | «The Sound of Your Memory» (con Lukas Nelson)                                             | Lukas Nelson, Elizabeth Rainey                                         | 6:10     |  |
| 10. | «Cold War with You» (con Lukas Nelson y Ray Price)                                        | Floyd Tillman                                                          | 4:04     |  |
| 11. | «Just Breathe» (con Lukas Nelson)                                                         | Eddie Vedder                                                           | 4:02     |  |
| 12. | «Home in San Antone» (con Lukas Nelson)                                                   | Fred Rose                                                              | 4:09     |  |
| 13. | «Come on Back Jesus» (con Billy Joe Shaver, Lukas Nelson y Micah Nelson)                  | Willie Nelson, Buddy Cannon and Micah Nelson                           | 3:24     |  |
| 14. | «The Scientist»                                                                           | Guy Berryman, Jonny Buckland, Will Champion, Chris Martin              | 5:05     |  |

## Personal
- Willie Nelson – guitarra y voz.
- Lukas Nelson – voz, guitarra y guitarra eléctrica.
- Micah Nelson – voz.
- Billy Joe Shaver – voz.
- Ray Price – voz.
- Snoop Dogg – voz.
- Kris Kristofferson – voz.
- Merle Haggard – voz.
- Jamey Johnson – voz.
- Sheryl Crow – voz.
- Buddy Cannon – bajo, guitarra acústica y coros en "Heroes"
- Melonie Cannon – coros en "Heroes"
- Mickey Raphael – armónica.
- Butch Carr – sintetizador.
- Steve Brewster – batería.
- Jim Brown – piano, Wurlitzer y órgano B-3.
- Tony Creasman – batería.
- Kevin Grantt – bajo.
- Mike Johnson – steel guitar.
- Lance Miller – coros en "Heroes"
- Paul Shaffer – órgano B-3.
- Bobby Terry – guitarras acústica y eléctrica.

## Posición en listas
| País           | Lista              | Posición |
| -------------- | ------------------ | -------- |
| Estados Unidos | Top Country Albums | 4        |
| Estados Unidos | Billboard 200      | 18       |